# Religión ovni
Una religión ovni (del inglés UFO religion), secta ovni (UFO cult) o secta ufológica son las denominaciones informales que reciben las religiones que defienden la posibilidad de contactar con supuestos extraterrestres.
Aunque las creencias de estos grupos son muy diferentes, las religiones ovni generalmente creen en la existencia de seres extraterrestres que han tenido o todavía están teniendo un papel dominante en la historia humana y que en el futuro la humanidad será parte de una comunidad galáctica. Sostienen que la llegada o el redescubrimiento de las civilizaciones, de las tecnologías y de la espiritualidad extraterrestres permitirá a los seres humanos superar los problemas ecológicos, espirituales y sociales actuales. Incluso llegan a afirmar que problemas tales como el odio, la guerra, el fanatismo o la pobreza serán resueltos con el uso de la tecnología superior y las capacidades espirituales de los extraterrestres.
Tales sistemas de creencias han sido descritos como milenaristas en su perspectiva. Estas religiones a menudo introducen creencias del cristianismo dándoles una nueva interpretación, como las de que personajes como Jesús o Dios son de origen extraterrestre. Igualmente creen que existe una conspiración de ocultamiento extraterrestre organizada por los gobiernos, debido a que estos no desearían perder el control mundial. Hay que recordar que todas ellas tienen un carácter sectario.
Las religiones ovni están presentes en sociedades tecnológicamente avanzadas, especialmente en los Estados Unidos, Canadá, Francia y Reino Unido. La mayoría nacieron en los años 1950 (chen tao, la cienciología, la Sociedad Aetherius, la Unarius Academy of Science), aunque otras lo hicieron en los años 1970 (el movimiento raeliano, la Iglesia de los Subgenios y la Industrial Church of the New World Comforter). En los años 1990 hubo un renovado interés por este tema (Puerta del Cielo, Vesmírní Lidé).

## Lista de religiones ovni
Este es un listado de algunas religiones que podrían considerarse «secta ovni»:
- Cienciología: creada por el escritor estadounidense de ciencia ficción Ron Hubbard (1911-1986), considera que hace millones de años un tirano galáctico llamado Xenu trajo al planeta Tierra a millones de prisioneros políticos, los ubicó cerca de volcanes y los asesinó con bombas de hidrógeno (que en la época en que Hubbard escribía estos textos acababan de ser inventadas). Los espíritus de los muertos quedaron atrapados en este planeta, siendo el origen de las almas humanas, las cuales pueden ser «liberadas» mediante las técnicas de la dianética, de un alto costo económico.

- Heaven’s Gate (Puerta del Cielo): polémica secta que creía que un grupo de extraterrestres que viajaban en una nave espacial escondida detrás del cometa Hale-Bopp se llevaría sus almas, para lo cual debían dejar de lado los cuerpos físicos. Se suicidaron el 26 de marzo de 1997.

- Iglesia de los subgenios: parodia religiosa que admite ser una farsa, y utiliza burlonamente las creencias de diferentes grupos (cienciología, shaverismo, David Icke) ridiculizando el uso de la parafernalia y la mitología ovni.

- Movimiento raeliano: fundado en Francia por el corredor de automóviles Claude Vorilhon (n. 1946) ―autodenominado Rael―, quien aduce ser un clon. Asegura que la humanidad fue creada por extraterrestres ―a los que llama Elohim (‘señores’, uno de los nombres del dios Iewé, de la Biblia)―, quienes también clonaron a Jesús, Buda, Mahoma, etc., y quienes estarían por regresar. Pretende crear una embajada en Jerusalén para los elohim.

- Sociedad Aetherius fundada por George King a mediados de los años 1950 como resultado de contactos con inteligencias extraterrestres, los «Maestros Cósmicos». Podría verse como una religión sincrética, basada principalmente en la teosofía.

- Nación del Islam: fundada en Estados Unidos por Wallace Fard Muhammad (1891-1934) ―autoproclamado encarnación del dios Alá―, considera que el universo es regido por un concejo de doce extraterrestres, siendo el más antiguo de todos Alá y reinterpretando el islamismo para adaptarlo a sus creencias de supremacía negra y origen extraterrestre de la raza negra.

- Nuwaubianismo: fundada por Dwight York en Estados Unidos, es similar a la Nación del Islam, y considera que el mundo está dominado por reptiloides y grises, los negros son de origen extraterrestre y la raza blanca es un experimento genético fallido.

- Ocultismo nazi: Con diferentes orígenes, aunque uno de sus mayores exponentes fue el chileno Miguel Serrano. Considera el origen extraterrestre de la raza blanca o raza aria, a veces asociada con la estrella Aldebarán, aunque otras estrellas pueden ser mencionadas. También aducen que Hitler estaba en contacto con los extraterrestres nórdicos y esto le permitió crear algunos ovnis.

- Orden Tifoniana: fundada por el ocultista británico Kenneth Grant, es una tradición esotérica derivada de la Ordo Templi Orientis, la cual practica rituales para invocar, materializar y contactar entidades extraterrestres y extradimensionales, con influencia de los cuentos de terror Mitos de Cthulhu del escritor fantástico estadounidense H. P. Lovecraft y los rituales realizados por Aleister Crowley que, según dicen, logró materializar a una entidad llamada lam.

- Shaverismo: Más que una religión es una especie de fenómeno surgido en los años 1930 cuando el escritor de ciencia ficción Richard Sharpe Shaver aseguró que existían unos seres malévolos y caníbales viviendo bajo tierra, quienes gustan de secuestrar humanos para violarlos, torturarlos y comérselos, así como provocar desastres. Shaver también aseguró que dichos seres, llamados deros, tenían contacto con especies extraterrestres malvadas. Llegó a tener muchos seguidores y "círculos Shaver" en todo Estados Unidos y Europa.

- Centro de entrenamiento para la liberación de la energía Atma: grupo sectario principalmente activo en Tenerife (España) y Alemania. Es conocida principalmente por la sospecha de intentar cometer un suicidio ritual en el Parque nacional del Teide en Tenerife. Aparentemente los 32 integrantes de la secta creían que tras suicidarse sus almas serían recogidas por una nave espacial y llevadas a un destino no especificado.[6]